# Бристольская шкала формы кала
Бристольская шкала формы кала, или Бристольская шкала форм кала, или Бристольская шкала стула, иногда просто Бристольская шкала (англ. Bristol stool scale, также Bristol stool chart) — медицинская оценочная классификация формы и консистенции человеческого кала; имеет важное диагностическое значение.
Шкала была разработана доктором Кеном У. Хитоном из Бристольского университета (Великобритания) и впервые опубликована в «Скандинавском журнале гастроэнтерологии» в 1997 году (в соавторстве со Стивеном Дж. Льюисом из Школы медицины Кардиффского университета). Известна также как «Шкала Мейерса» (англ. Meyers Scale).

## Типы кала

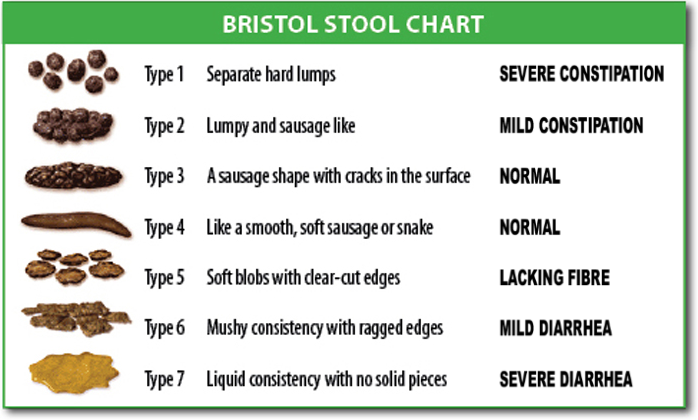
Бристольская шкала формы кала

Тип кала зависит от времени его пребывания в прямой кишке и толстом кишечнике.
Согласно бристольской шкале различают семь типов человеческого кала:
- Тип 1: Отдельные жёсткие куски, похожие на орехи, прямую кишку проходят с трудом.
- Тип 2: Колбасовидный комковатый кал (диаметр больше, чем у типа 3).
- Тип 3: Колбасовидный кал с поверхностью, покрытой трещинами (диаметр меньше, чем у типа 2).
- Тип 4: Колбасовидный или змеевидный кал с мягкой и гладкой поверхностью.
- Тип 5: Кал в форме мягких комочков с чёткими краями, легко проходящий через прямую кишку.
- Тип 6: Пористый, рыхлый, мягкий кал в форме пушистых комочков с рваными краями.
- Тип 7: Водянистый кал, без твёрдых кусочков; либо полностью жидкий[1][2].

Тип 1 и 2 используют для идентификации запора, типы 3 и 4 считаются «идеальным стулом» (особенно тип 4, так как такой кал легче проходит через прямую кишку в процессе дефекации), типы 5, 6 и 7 используют для идентификации диареи, при этом 7-й тип свидетельствует о возможном серьёзном заболевании, и характерен для многих инфекционных заболеваний, таких как холера или дизентерия.